# Josh Freese
Pour les articles homonymes, voir Freese.
 (avril 2020).
Si vous disposez d'ouvrages ou d'articles de référence ou si vous connaissez des sites web de qualité traitant du thème abordé ici, merci de compléter l'article en donnant les références utiles à sa vérifiabilité et en les liant à la section « Notes et références ».
Josh Freese (né le 25 décembre 1972 à Orlando en Floride) est un batteur de rock connu pour sa maîtrise de nombreux styles, faisant de lui un batteur de studio et de tournée de premier choix. Il a joué dans et avec de très nombreux groupes, étant membre des Vandals depuis 1989 et actuellement batteur de DEVO.

## Biographie
Il a notamment joué pour A Perfect Circle, Nine Inch Nails, Guns N' Roses, The Vandals, mais également de nombreux autres groupes tels que Rob Zombie, Queens of the Stone Age, 3 Doors Down, Suicidal Tendencies, Sublime with Rome. Il a également travaillé avec de nombreuses stars telles que Bruce Springsteen, Sting, Katy Perry ou Miley Cyrus. En tout, il est crédité sur près de 400 albums.
Son groupe le plus connu est The Vandals, avec lesquels il a enregistré dix albums.
Il est également depuis plus de 10 ans le batteur en concert du groupe américain Devo (Whip it, Girl You Want, Satisfaction...).
S'il a fait partie du groupe Nine Inch Nails de 2006 jusqu'en décembre 2008 participant à l'enregistrement de plusieurs albums, il n'a enregistré qu'une seule chanson avec Guns N' Roses, Oh My god, qui allait paraître sur la bande originale du film La Fin des temps, mais a eu le temps de composer en partie le titre éponyme de l'album Chinese Democracy.
En 2003, il remplace le batteur Ron Welty après le départ de ce dernier juste pour l'enregistrement seulement de l'album Splinter du groupe The Offspring, il sera de retour en studio pour l'enregistrement de Rise and Fall, Rage and Grace en milieu de l'année 2007. Pour le dernier album Days Go By enregistré entre fin 2011 et début 2012, c'est avec Pete Parada le nouveau batteur résident qu'il assure les sessions enregistrements batterie du groupe.
Entre 2004 et 2005, il est engagé par les gallois de Lostprophets pour enregistrer les batteries de leur album Liberation Transmission. Travis Barker était le premier choix du groupe mais le producteur Bob Rock a préféré que ce soit Freese qui officie pour eux. Il enregistrera toutes ses parties (10 des 12 morceaux de l'album) en 2 jours. Ilan Rubin lui succédera, enregistrera les 2 derniers morceaux de l'album et restera avec le groupe jusqu'en 2009.
Entre 2005 et 2006, Trent Reznor de Nine Inch Nails fait appel à lui pour la tournée With Teeth.
En 2009, Josh Freese est présent sur le premier album solo de Slash, l'ancien guitariste de Guns N'Roses,.
Il a réalisé un album solo en 2009 : Since 1972, avec un son très rock, il a composé les 11 titres et interprété lui-même tous les instruments et les chansons.
Il dépanne la formation pop/rock Paramore en 2011 qui vient de se séparer de son batteur Zac Farro. Ilan Rubin prendra une nouvelle fois la relève au sein de ce groupe.
Josh Freese est le frère ainé de Jason Freese, membre additionnel (depuis 2003) du groupe de punk rock, Green Day.
Dans un tweet du 2 octobre 2012, il déclare quitter définitivement le groupe A Perfect Circle : "After 13 years, I've decided to leave @aperfectcircle with no plans of returning. Apologies to those inquiring about the upcoming shows."[réf. nécessaire]
Le 21 mai 2023, lors d'un livestream des Foo Fighters, Freese est annoncé nouveau batteur du groupe, remplaçant Taylor Hawkins, à la suite du décès de celui-ci.

## Équipement
Kit actuel : Batterie DW Collector's Series
- 10x8" Tom
- 13x10" Tom
- 16x14" Tom
- 18x16" Tom
- 22x18" Grosse caisse
- 14x5" DW Aluminum Shell caisse claire

Cymbales : Paiste
- 14" Signature Reflector Heavy Full Hi-Hats
- 21" Signature Dark Energy Ride Mark II
- 19" Signature Reflector Heavy Full Crash